# Alamgir II

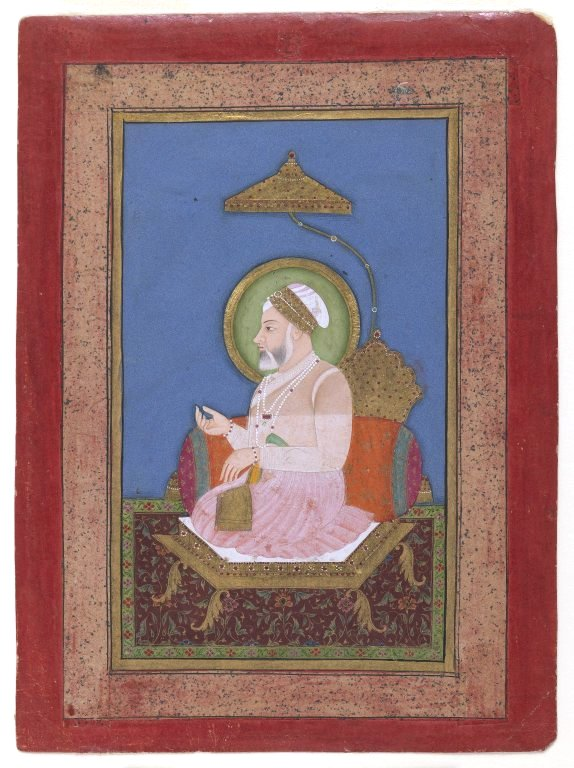
Keizer Alamgir II, miniatuurportret rond 1756 door Sukha Luhar, collectie van het Brooklyn Museum.

Azizuddin Abuladl Muhammad Alamgir II (Multan, 16 juni 1699 - Delhi, 29 november 1759) was padishah ("keizer") van het Mogolrijk tussen 1754 en 1759.
Alamgir II (prins Azizuddin) werd in 1699 geboren in Multan, als een van de vele achterkleinzoons van keizer Aurangzeb. Zijn vader was prins Muizzudin, die in Multan was aangesteld als gouverneur. In het begin van de 18e eeuw nam het centrale gezag in het Mogolrijk zover af, dat de latere Mogolkeizers marionetten werden van belangrijke facties van hovelingen of lokale machthebbers. In 1712 was prins Muizzudin zelf kortstondig keizer onder de naam Jahandar Shah, maar hij werd al na een jaar op de troon vermoord. Prins Azizuddin leefde tussen 1714 en 1754 als gevangene in het Rode Fort van Delhi.
Onder Mogolkeizer Ahmad Shah Bahadur (1748 - 1754) gingen verschillende provincies verloren aan de Afghanen van Ahmed Shah Durrani en de Maratha's. Het Mogolhof was ondertussen het toneel van een machtsstrijd tussen verschillende facties edelen. Dankzij militaire steun van de Maratha's lukte het Ghaziuddin Imad ul-Mulk, een kleinzoon van de eerste nizam van Haiderabad, de vizier (Safdar Jung, de nawab van Avadh) uit Delhi te verjagen en diens positie over te nemen. Op 2 juni 1754 liet de nieuwe vizier de keizer afzetten, de ogen uitsteken en gevangen zetten. Prins Azizuddin was het grootste deel van zijn leven een gevangene geweest en had nooit een eigen hoffactie om zich heen verzameld. Dit maakte hem voor de nieuwe vizier bijzonder geschikt als marionet. Onder de regeringsnaam Alamgir II werd de prins tot keizer gekroond. "Alamgir" was ook de regeringsnaam van keizer Aurangzeb geweest. De nieuwe keizer wilde zich zijn overgrootvaders strenggelovigheid ten voorbeeld stellen.
Alamgir II was tijdens zijn korte periode op de troon een gevangene in zijn eigen paleis. De Maratha's waren in deze periode oppermachtig. De peshwa speculeerde openlijk over de mogelijkheid zijn eigen zoon, Vishwas Rao, op de troon in Delhi te zetten en een einde aan de Mogoldynastie te maken. De Afghanen namen in 1757 echter kortstondig Mathura en Delhi in, waardoor de imad ul-mulk en zijn Maratha-bondgenoten verdreven werden. Alamgir II en zijn familie bleven ook onder Afghaanse bezetting gevangenen in hun paleis, maar hierin kwam in 1757 enige verandering toen een van zijn dochters met de Afghaanse vorst Ahmed Shah Durrani trouwde. 
In 1758 wisten de Maratha's Delhi opnieuw in te nemen. De imad ul-mulk was door Alamgirs toenadering tot de Afghanen het vertrouwen in zijn marionet kwijtgeraakt. Hij liet Alamgir II en enkele van zijn familieleden in 1759 vermoorden. Een nieuwe marionet, Shah Jahan III, werd op de troon gezet. Alamgirs oudste zoon, prins Ali Gauhar, wist echter te ontsnappen en zou na de nederlaag van de Maratha's in de Derde Slag bij Panipat algemeen erkend worden als keizer Shah Alam II.
Babur · Humayun · Akbar · Jahangir · Shah Jahan · Aurangzeb 
Bahadur Shah I · Jahandar Shah · Farrukhsiyar · Rafi Ul-Darjat · Shah Jahan II · Muhammad Shah · Ahmad Shah Bahadur · Alamgir II · Shah Alam II · Akbar Shah II · Bahadur Shah II